# يوشيو كاتو
يوشيو كاتو (باليابانية: 加藤 好男) (مواليد 1 أغسطس 1957)، هو لاعب كرة قدم ياباني سابق كان يلعب كحارس مرمى. سبق له أن لعب مع منتخب اليابان.

## وصلات خارجية
- يوشيو كاتو على موقع رابطة كرة القدم اليابانية للمحترفين (اليابانية)
- يوشيو كاتو على موقع قاعدة بيانات كرة القدم.إي يو (الإنجليزية)
- يوشيو كاتو على موقع ناشيونال فوتبول تيمز (الإنجليزية)
- يوشيو كاتو على موقع عالم كرة القدم.نت (الإنجليزية)

- National Football Teams
- Japan National Football Team Database